# 梅利號驅逐艦 (DD-97)
梅利號驅逐艦（舷號DD-97）是一艘美國海軍建造的驅逐艦，為維克斯級驅逐艦的23號艦。她是美軍第二艘以梅利為名的軍艦，以紀念分別參與美國獨立戰爭、美法准戰爭、第一次巴巴里戰爭、美墨戰爭及美國內戰的海軍軍官亞歷山大·梅利兩叔姪（Alexander Murray, 1755-1821, 1816-1884）。
梅利號在1917年於霍河造船廠開始建造，在1918年下水服役。接著梅利號留在加勒比海，作反潛及佈雷訓練。第一次世界大戰結束後，梅利號在1920年改裝為佈雷艇，繼續其訓練用途。1922年梅利號退役封存，在1936年除籍出售拆解。